# Pteris brausei
Pteris brausei là một loài thực vật có mạch trong họ Pteridaceae. Loài này được (Rosenst.) Rosenst. miêu tả khoa học đầu tiên năm 1913.